# Branice (Repubblica Ceca)
Branice (in tedesco Branitz) è un comune della Repubblica Ceca facente parte del distretto di Písek, in Boemia Meridionale.

## Galleria d'immagini

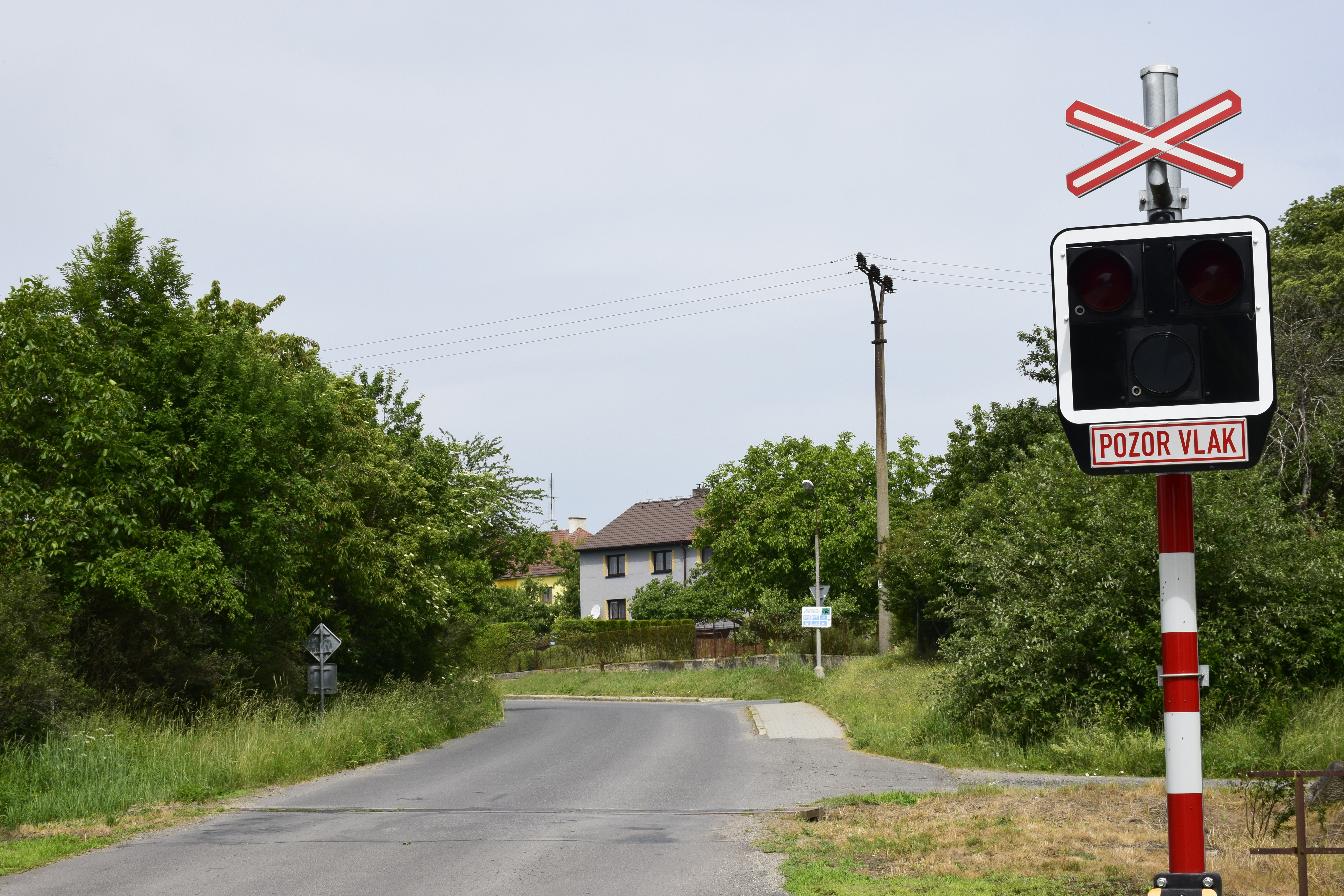
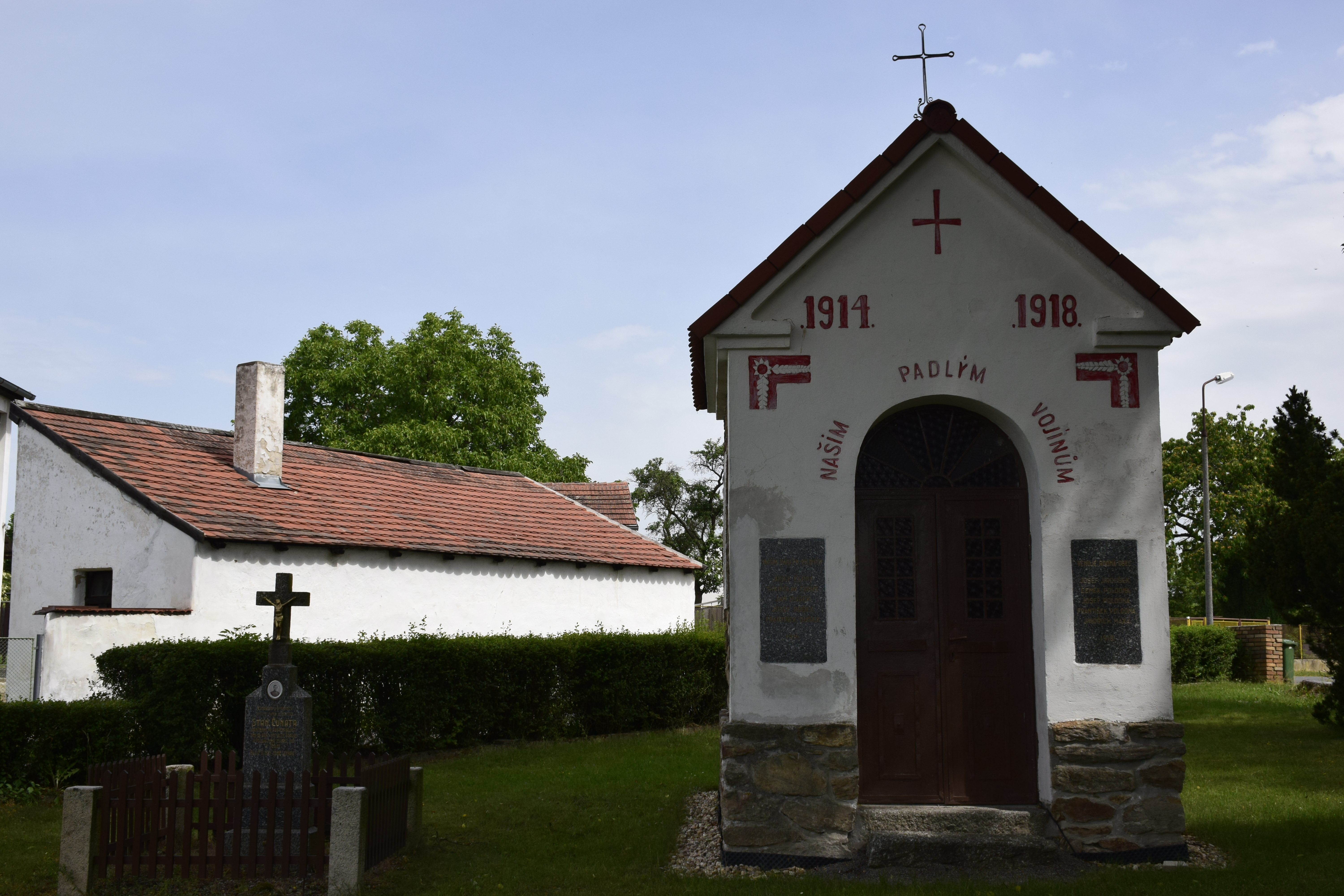
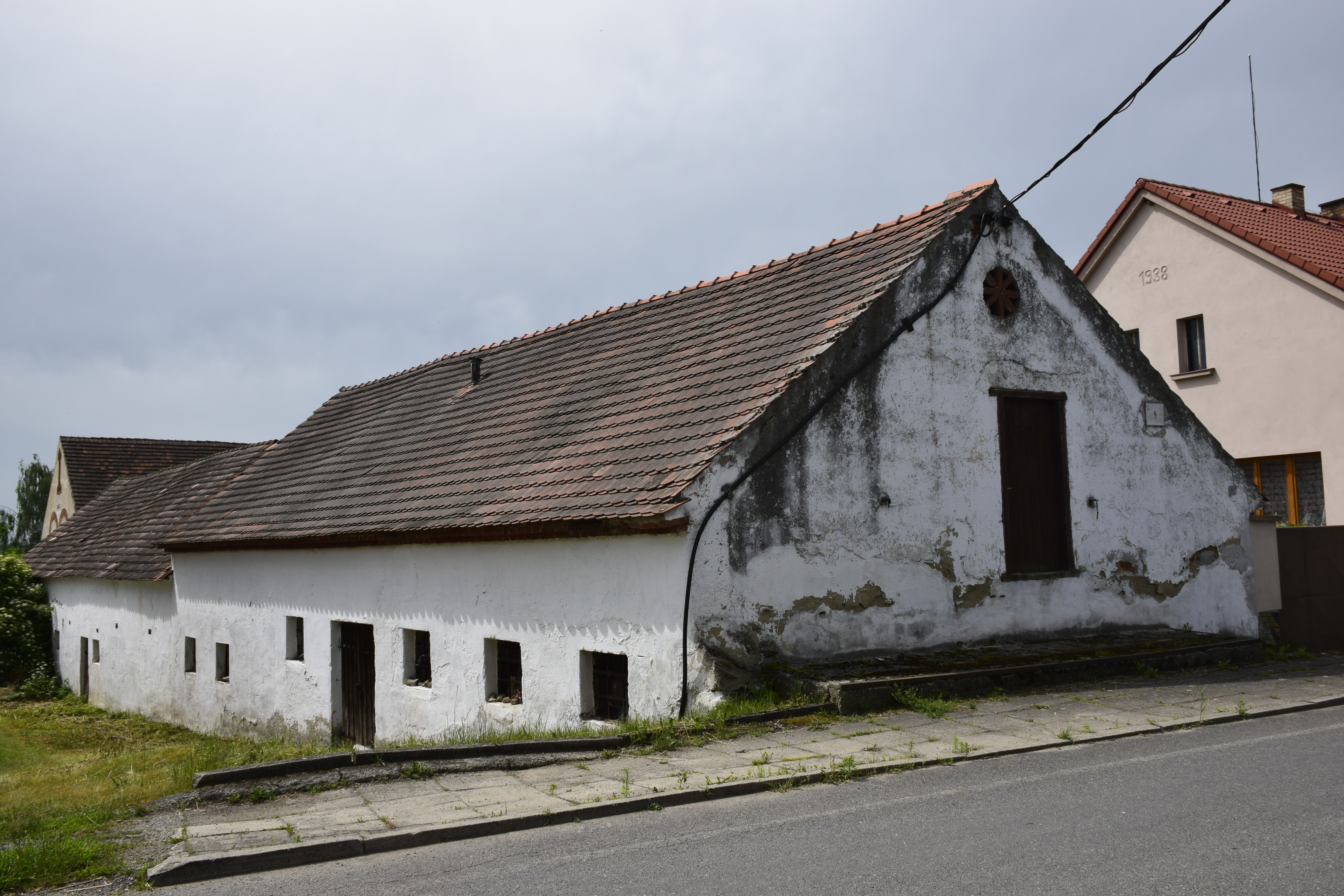